# 팔거산성
팔거산성(八莒山城)은 대구광역시 북구 노곡동 함지산에 있는 삼국 시대의 산성이다. 1988년 5월 30일 대구광역시의 기념물 제6호로 지정되었다. 인근에는 2018년에 사적으로 지정된 대구 구암동 고분군이 있다.

## 개요
대구광역시 북쪽 팔공산의 지맥 끝자락에 위치한 산성으로, 성 안에 평지와 계곡을 품고 산꼭대기를 둘러 쌓았다. 산의 생김새가 함지를 엎어놓은 것과 비슷하여, 이 산을 함지산 또는 방티산이라 부르기도 한다. 해발 300m가 넘는 가파른 경사를 이용하여 흙과 잡석을 섞어 쌓았다. 산성의 서쪽 기슭 아래에 4∼5세기경에 만들어진 무덤들이 흩어져 있고, 5~6세기 경에 제작된 토기들이 무더기로 발견된 점으로 보아, 팔거산성 역시 삼국 시대에 이 무덤을 쌓은 세력 집단에 의해 만들어진 것으로 짐작된다.
성 안쪽은 오목하고 평탄한 분지 지형을 띠고 있어서 군대가 주둔하기 편하도록 설계되었다. 바깥쪽은 노곡동 방향만 완만하게 나와 있고, 나머지는 30도 이상인 급한 경사를 이루고 있다. 동쪽 성벽은 함지산 정상의 능선을 따라 쌓았다. 서쪽 성벽은 바깥쪽 둘레의 경사면에 지어졌는데, 외벽을 돌로 쌓고 안쪽을 흙으로 채우는 편축법(片築法)을 사용했다.

## 발굴 조사
이 산성은 대구광역시 북구청에서 정비 복원의 고고학적 자료를 확보하기 위해 지난 2015년의 지표 조사, 2018년의 시굴 조사를 거쳐 2020년 10월부터 학술 발굴 조사가 진행 중이다.
2021년까지의 발굴 조사를 통해서 석축(石築) 7기, 추정 집수지(集水池) 2기, 수구(水口) 등의 유구가 발견되었다. 석축은 조사 지역 북쪽 경사면에 조성되었으며, 일부 유구가 중복되어 있어 석축 사이에 축조 순서 또는 시기 차가 있을 것으로 보인다. 집수지는 남반부 평탄면에 조성되었는데, 추정 집수지 1호는 돌, 2호는 목재를 사용하여 조성되었다.

### 목간
또한 집수지 2호에서 목간 11점이 발굴되었다. 조사 결과, 전체 11점 가운데 7점에서 글자가 보이고, 그 중에는 제작 시점을 추정할 수 있는 간지(干支)와 곡식 이름도 등장한다. 8점의 목간에선 한쪽에 끈을 묶기 위해 나무를 잘라내었으며, 일부 목간에는 실제로 끈을 묶었던 흔적도 발견했다. 4점의 목간에서는 크게 3종류의 간지가 발견되었으며, 임술년(壬戌年)과 병인년(丙寅年) 그리고 글자가 있는 부분이 파손되어 간지 중 두 번째 글자 일부와 세 번째 글자‘년(年)’만 보이는 사례가 등장한다. 임술년과 병인년은 각각 602년과 606년으로 추정되며, 이는 목간을 작성한 시점으로 여겨진다. 또한, 보리(맥, 麥)와 벼(도, 稻), 콩(대두, 大豆)이라는 곡식 이름이 등장하는데 이는 당시 산성에 물자가 집중된 상황을 보여주고 이를 통해 산성의 행정 또는 군사 기능을 짐작할 수 있는 근거이다.
목간이 담고 있는 내용이 곡식과 관련된다는 점, 삼국 시대 신라의 지방 거점이 대부분 산성이었다는 점, 기존 신라 목간이 출토된 곳이 대부분 군사와 행정 거점이라는 점에서 팔거산성도 다른 출토 지역과 마찬가지로 지방에서 군사적으로 중요하면서 물자가 집중되던 거점으로 추정된다. 《삼국사기》 〈신라본기〉에 따르면 목간이 제작될 무렵인 7세기 초반부터 백제는 본격적으로 신라를 침공하기 시작한다. 이러한 국제 정세 속에서 신라의 서쪽 지방 방어가 중요해졌고 낙동강과 금호강의 합류 지점 인근에 자리하면서 그 주변의 수로나 육로를 통제하던 팔거산성의 입지나 기능이 주목되었을 것으로 여겨진다.
특히, 642년 신라는 백제의 침공으로 인해 대야성을 잃은 이후, 군사·행정 거점을 신라 왕경과 가까운 압량(경북 경산)으로 옮겼다. 그리고 신라 서쪽 지역에서 왕경으로 이어지는 통로가 오늘날 낙동강을 통해 대구-경산-영천 지역을 거친다는 점에서 그 이전부터 압량은 왕경 방어에 중요한 지점으로 여겨졌을 것으로 간주된다. 이러한 경로 가운데 가장 서쪽에 있는 팔거산성은 금호강과 낙동강을 동시에 통제할 수 있는 지리적 이점을 바탕으로 7세기 초반 무렵, 신라 왕경 서쪽 방어를 위한 전초기지였을 가능성도 제기된다.
한편, 목간에는 왕사(王私)와 하맥(下麥)이라는 표현도 등장하는데 이들 표현의 정확한 의미는 2021년까지는 파악되지 않았다. 그런데 ‘왕사(王私)’의 경우, 기존 경남 함안 성산산성 출토 목간에 보이는 왕송(王松)과 동일한 표현으로 추정했으나 두 차례에 걸친 판독 조사 결과, ‘송(松)’을 ‘사(私)’로 수정해야 함을 밝혀냈다. 다만 ‘왕사(王私)’, ‘하맥(下麥)’의 의미 해석은 추가 연구 과제로 남아있다.
신라의 지방 유적에서 목간이 출토된 사례는 부산의 배산성(盃山城), 인천의 계양산성(桂陽山城), 경기도 하남의 이성산성(二聖山城), 경남 함안의 성산산성(城山山城) 등의 유적이 있다. 지난 2019년 11월에는 대구 인근 지역인 경산 소월리에서도 6세기 신라 토지 관련 목간이 발견되었지만, 대구 소재 유적에서 목간이 출토된 사례는 이번이 처음이다.

### 팔거리현과의 관계
《삼국사기》 지리지에는 대구에 있었던 지명으로 팔거리현(八居里縣)이 등장하는데, 이곳은 그동안 현재 팔거산성이 위치한 대구 칠곡 지역을 가리킨다고 막연히 추정해 왔다. 그런데 이번에 새롭게 출토된 목간을 통해서 대구 칠곡 지역을 중심으로 금호강 하류지역과 낙동강이 합류하는 지역을 통제하던 곳이 팔거산성이었다는 점을 짐작할 수 있다.

## 같이 보기
- 함지산

## 참고 자료
- 팔거산성 - 국가유산청 국가유산포털
- 이 문서에는 문화재청에서 공공누리 제1유형으로 배포된 자료를 바탕으로 한 내용이 포함되어 있습니다.
- 이 문서에는 국립경주문화재연구소에서 공공누리 제1유형으로 배포된 자료를 바탕으로 한 내용이 포함되어 있습니다.